# HRT F112
HRT F112 je vůz týmu HRT F1, který se účastnil mistrovství světa v roce 2012. Monopost byl představen 5. března 2012.

## Stručný popis
Vůz je bilý s linkami zlaté a červené. Doplňují barvy TATA Motors a společnosti KH-7.

## Týmové údaje
Šéfem týmu je ex-pilot F1 Luís-Pérez Sala. Pedro de la Rosa má podepsaný kontrakt na sezony 2012 a 2013 (v sezoně 2013 měl být jeho kolegou Josef Král). Díky penězům TATA Motors z smlouvy pro rok 2012 je vyvázán Vitantonio Liuzzi a Narain Karthikeyan se vrací zpět do monopostu.

## Výsledky
| Legenda k tabulce | Legenda k tabulce                                                                       |
| Barva             | Výsledek                                                                                |
| ----------------- | --------------------------------------------------------------------------------------- |
| Zlatá             | Vítěz                                                                                   |
| Stříbrná          | 2. místo                                                                                |
| Bronzová          | 3. místo                                                                                |
| Zelená            | Bodované umístění                                                                       |
| Modrá             | Nebodované umístění                                                                     |
| Modrá             | Dokončil neklasifikován (NC)                                                            |
| Fialová           | Odstoupil (Ret)                                                                         |
| Červená           | Nekvalifikoval se (DNQ)                                                                 |
| Červená           | Nepředkvalifikoval se (DNPQ)                                                            |
| Černá             | Diskvalifikován (DSQ)                                                                   |
| Bílá              | Nestartoval (DNS)                                                                       |
| Bílá              | Závod zrušen (C)                                                                        |
| Světle modrá      | Pouze trénoval (PO)                                                                     |
| Světle modrá      | Páteční testovací jezdec (TD)                                                           |
| Bez barvy         | Netrénoval (DNP)                                                                        |
| Bez barvy         | Vyřazen (EX)                                                                            |
| Bez barvy         | Nepřijel (DNA)                                                                          |
| Bez barvy         | Odvolal účast (WD)                                                                      |
| Bez barvy         | Nezúčastnil se (prázdné)                                                                |
| Označení          | Význam                                                                                  |
| Tučnost           | Pole position                                                                           |
| Kurzíva           | Nejrychlejší kolo                                                                       |
| †                 | Jezdec nedojel do cíle, ale byl klasifikován, protože odjel více než 90 % délky závodu. |
| ‡                 | Byl udělován poloviční počet bodů, protože bylo odjeto méně než 75 % délky závodu.      |
| Horní index       | Umístění bodujících jezdců ve sprintu                                                   |

| Rok  | Tým         | Motor           | Pneu | Jezdci             | 1   | 2   | 3   | 4   | 5   | 6   | 7   | 8   | 9   | 10  | 11  | 12  | 13  | 14  | 15  | 16  | 17  | 18  | 19  | 20  | Body | Umístění  |
| ---- | ----------- | --------------- | ---- | ------------------ | --- | --- | --- | --- | --- | --- | --- | --- | --- | --- | --- | --- | --- | --- | --- | --- | --- | --- | --- | --- | ---- | --------- |
| 2012 | HRT F1 Team | Cosworth CA2012 | P    |                    | AUS | MAL | CHN | BHR | ESP | MON | CAN | EUR | GBR | GER | HUN | BEL | ITA | SIN | JPN | KOR | IND | ABU | USA | BRA | 0    | 12. místo |
| 2012 | HRT F1 Team | Cosworth CA2012 | P    | Pedro de la Rosa   | DNQ | 21  | 21  | 20  | 19  | Ret | Ret | 17  | 20  | 21  | 22  | 18  | 18  | 17  | 18  | Ret | Ret | 17  | 21  | 17  | 0    | 12. místo |
| 2012 | HRT F1 Team | Cosworth CA2012 | P    | Narain Karthikeyan | DNQ | 22  | 22  | 21  | Ret | 15  | Ret | 18  | 21  | 23  | Ret | Ret | 19  | Ret | Ret | 20  | 21  | Ret | 22  | 18  | 0    | 12. místo |
| 2012 | HRT F1 Team | Cosworth CA2012 | P    | Dani Clos          |     |     |     |     | TD  |     |     |     | TD  | TD  | TD  | TD  |     |     |     | TD  |     |     |     |     | 0    | 12. místo |
| 2012 | HRT F1 Team | Cosworth CA2012 | P    | Ma Čching-chua     |     |     |     |     |     |     |     |     |     |     |     |     | TD  | TD  |     |     |     | TD  | TD  |     | 0    | 12. místo |